# Monteleone Rocca Doria
Monteleone Rocca Doria é uma comuna italiana da região da Sardenha, província de Sassari, com cerca de 127 habitantes. Estende-se por uma área de 12 km², tendo uma densidade populacional de 11 hab/km². Faz fronteira com Padria, Romana, Villanova Monteleone.

## Demografia
| Variação demográfica do município entre 1861 e 2011                               |
|                                                                                   |
| Fonte: Istituto Nazionale di Statistica (ISTAT) - Elaboração gráfica da Wikipedia |